# Патриарший экзархат Дамаска
 Патриарший экзархат Дамаска  — патриарший экзархат Армянской католической церкви с центром в городе Дамаск, Сирия. Подчиняется киликийскому армянскому патриарху и распространяет свою юрисдикцию на верующих армяно-католического обряда города и окрестностей Дамаска, где находится единственный приход патриаршего экзархата.

## История
6 ноября 1984 года Святой Престол учредил Патриарший экзархат Дамаска с подчинением киликийскому католическому патриарху.

## Епископы экзархата
- епископ Kevork Tayroyan (1984—1997);
- епископ Joseph Arnaouti I.C.P.B.[1] (1997 — по настоящее время).

## Источник
- Annuario Pontificio, Libreria Editrice Vaticana, Città del Vaticano, 2003, ISBN 88-209-7422-3